# Awake (album Awake)
Awake – pierwszy studyjny album zespołu Awake, wydany w 1997 przez wytwórnię STC. W Europie płyta była dystrybuowana przez wytwórnię Core-Tex, z siedzibą w Berlinie (Niemcy).
Grupa promowała płytę podczas koncertów o charakterze straight edge.

## Lista utworów
1. "Despair" ("Rozpacz")
2. "Immoral Act" ("Niemoralny czyn")
3. "Separation" ("Separacja")
4. "Awakening" ("Przebudzenie")
5. "Plenitude Of Anger" ("Pełnia gniewu")
6. "Holocaust" ("Holokaust")
7. "My Declaration" ("Moja deklaracja")
8. "Fall" ("Upadek")
9. "Degradation" ("Poniżenie")
10. "Fire & Dust" ("Ogień i pył")

Tłumaczenia tytułów utworów były integralną częścią albumów grupy Awake - do każdej płyty zespół załączał tłumaczenia swoich liryków.

## Twórcy
- Aleksander Kołodziej – gitara
- Sławomir Wieczorek – śpiew
- Zbigniew Neumann – gitara basowa
- Michał Parucki – gitara
- Sławomir Drzewiecki – perkusja[1]